# The Lucksmiths
The Lucksmiths fue una banda de indie pop australiana formada en Melbourne en 1993.

## Historia
La banda se formó a Melbourne en los primeros años noventa, por iniciativa de tres excompañeros de instituto, el guitarrista Marty Donald, el cantante y baterista Tales White, y el bajista Mark Monnone, todos unidos por su pasión por el grupo británico The Smiths, al que rinden homenje en su nombre. El trío comenzó su actividad en 1993 y publicaron un primer disco titulado irónicamente First Tape (reeditado en 2005 bajo el título The Lucksmiths), para el recién creado sello discográfico Candle records.
Sus siguientes lanzamientos, The Green Bicycle Case de 1995 y What Bird Is That? de 1996 se publicaron también con Candle Records, exclusivamente para el mercado nacional. Su debut en el mercado estadounidense llegó en 1997 con el sencillo "The Invention of Ordinary Everyday Things" distribuido por Drive-In Records al que siguió ese mismo año, el álbum A Good Kind of Nervous. La banda se promocionó también en Europa, acompañando como teloneros a la banda escocesa Belle and Sebastian en su gira de 1998. Durante la gira, la banda compuso y grabó una serie de canciones que fueron posteriormente recogidas en el álbum Happy Secret, publicado en 1999
Al final de la gira, el vocalista Tales White se estableció en Londres, hecho que no influyó en la actividad de la banda que continuó actuando y publicando álbumes, Why That Doesn't Surprise Me en 2001
y Naturaliste en 2003, además de un recopilatorio de "Caras B" publicado en 2002 con el título de Where Were We?. Durante este periodo White simultaneó su actividad con la banda con un proyecto paralelo llamado The Guild League con el cual publicó dos álbumes. En 2004 la banda acogió un cuarto componente, el guitarrista Louis Richter con el cual grabaron el noveno álbum de estudio: Warmer Corners. Después de dos años de silencio, el grupo publicó un doble CD que recogía "caras B", canciones inéditas y versiones, con el título de Spring a Leak. Fue el primer álbum del grupo publicado con el sello Matinée, después del cierre de Candle Records. En 2008 publicaron el undécimo álbum, First Frost al cual siguió una larga gira de despedida por Europa y Australia antes de la disolución de la banda en 2009. La última gira de la banda está documentada en el DVD Unfamiliar Stars, publicado en 2011 por Matinèe.

## Formación
- Tales White - voz y batería
- Marty Donald - guitarra
- Mark Monnone - bajo eléctrico
- Louis Richter - guitarra (a partir de 2004)

## Discografía

### Álbumes
- 1994 - First Tape(Candle Records)
- 1995 - The Green Bicycle Case (Candle Records)
- 1996 - What Bird Is That? (Candle Records)
- 1997 - A Good Kind of Nervous (Candle Records)
- 1999 - Happy Secret (Candle Records)
- 2001 - Why That Doesn't Surprise Me (Candle Records)
- 2002 - Where Were We? (Candle Records)
- 2003 - Naturaliste (Candle Records)
- 2005 - Warmer Corners (Candle Records)
- 2007 - Spring A Leak (Matinée Records)
- 2008 - First Frost Matinée Records

### EP
- 1994 Boondogle (Candle Records)
- 1999 - Staring at the Sky (Candle Records)
- 2003 - A Little Distraction (Candle Records)
- 2005 - The Chapter en Your Life Entitled San Francisco (Candle Records)
- 2006 - A Hiccup en Your Happiness (Candle Records)

## Videografía
- 2011 - Unfamiliar Stars (Matinée Records)